# Elephantulus brachyrhynchus
Elephantulus brachyrhynchus е вид слонска земеровка един от видовете с най-голям ареал.

## Разпространение и местообитания
Elephantulus brachyrhynchus са разпространени от Кения и южната част на ДР Конго на север до североизточна Намибия и Трансваал в ЮАР на юг. Обитават сухи и полусухи местности покрити с тревиста растителност и частично обрасла с храсталаци.

## Описание
Представителите на вида притежават всички характерни черти на слонските земеровки с тази разлика, че муцунката им е по-къса и на върха изтънява леко. Средната дължина на тялото е 21 cm, а дължината на опашката е приблизително същата. Тежат от 40 до 60 грама. Цветът на космената им покривка се мени в зависимост от ареала, който обитават и варира от червеникаво-жълто до жълтеникаво-кафяво или сиво. Всички представители имат слаб бял пръстен около очите.

## Поведение
Живеят поединично или образуват двойки. Активни са основно сутрин. Това е видът, който живее най-малка част от денонощието на повърхността на земята. Обитават дупки под земята, които изкопават, но обикновено заемат такива изоставени от гризачи. Силно териториални са.

## Размножаване
Образуват моногамни двойки. Бременността трае около 57 до 65 дни и раждат по едно две малки. Една женска може да ражда 5 или 6 пъти годишно като обикновено отглежда около 8 малки за година. Раждат напълно развити малки с тегло около 10 грама, които за около 50 дни достигат размерите на родителите си.

## Хранене
Хранят се основно с термити, но нерядко консумират и растителна храна, включително и семена и плодове.